# ピーター・デルイーズ
ピーター・デルイーズ（Peter DeLuise、1966年11月6日 - ）は、アメリカ合衆国の俳優。

## 出演作品
- 21ジャンプストリート
- サンクチュアリ シーズン3
- YETI　イエティ
- シークエスト２／新造シークエスト完成
- バンパイヤ・タウン
- わたしを救けて／レスキュー・ミー！
- 軽薄短小セクシー・キャンパス／ＳＯＳ！フリーライド
- スーパークロス／勝利のデッド・ヒート
- 太陽の7人

## 監督作品
- サンクチュアリ シーズン3
- スイート16　～キャンドルに願いを
- サンクチュアリ シーズン2
- ロビン・フッドの戦い
- サンクチュアリ シーズン1
- ラブ・ロマンスができるまで